# أذى جسدي (رواية)
أذى جسدي (بالإنجليزية: Bodily Harm)‏ هي رواية للكاتبة الكندية مارغريت آتوود. نشرت عام 1981 من دار نشر ماكليلاند آند ستيوارت.

## القصة
الشخصية الرئيسية ريني ويلفورد هي صحفية رحلات. وبعد نجاتها من سرطان الثدي تسافر إل جزيرة خيالية في الكاريبي تسمى جزيرة سانت أنطوان لتكمل بحثها بشأن مقالة. وكانت الجزيرة على حافة الثورة. تحاول ريني الابتعاد عن السياسة لكن تجرفها الأحداث بعد وقوعها في حب بول، شخصية رئيسية في الثورة، وتنتهي الرواية بمحاولة النجاة.

## روابط خارجية
- أذى جسدي (رواية) على موقع المكتبة المفتوحة (الإنجليزية)
- أذى جسدي (رواية) على موقع المكتبة المفتوحة (الإنجليزية)
- أذى جسدي (رواية) على موقع قاعدة بيانات الخيال العلمي على الإنترنت (الإنجليزية)